# Homole (Orlické hory)
Homole neboli Střední vrch je hora v Orlických horách vysoká 1001 m n. m. Nachází se 7 km JJV od Deštného v Orlických horách a 3 km západně od Orlického Záhoří.

## Vrchol
Vrchol je jen řídce zalesněn (smrk, jeřáb, buk) a poskytuje tak dobré výhledy. Nejvyšším bodem je vrcholová skalka s geodetickým bodem.
Na západních svazích Homole probíhá linie opevnění z let 1936-38. V dolní části SV svahu leží nad osadou Jadrná (část Orlického Záhoří) lyžařský vlek.

## Přístup
Nejjednodušší a nejkratší přístup je od rozcestí Pod Homolí, odkud je to na vrchol jen 0,5 km po červené značce, která zde označuje známou Jiráskovu cestu přecházející přes celé Orlické hory. Na rozcestí Pod Homolí se dá dojít buď po zmíněné Jiráskově cestě (od SSZ nebo JJV), případně po modré značce z Orlického Záhoří (4 km) či po silnici Čertovým dolem ze Zdobnice (u rozcestí je i plac vhodný k parkování).